# Josep Cruset Porqué
Josep Cruset Porqué (Esplugues de Llobregat, 2 d'octubre de 1912 - Premià de Mar, 6 de gener de 1998) fou un poeta, escriptor i articulista en llengua castellana i professor.

## Biografia
La vida acadèmica de Josep Cruset fou plena de canvis. Primer estudià a les Escoles Franceses situades al carrer Sepúlveda de Barcelona. Un aprenentatge que el marcà tota la vida: més endavant seria professor de francès i sovint faria referència a aquests anys en els seus poemes. Posteriorment, es traslladà a Vilanova i la Geltrú, on començà a estudiar intern al centre dels Escolapis conegut amb el nom de “Colegio Samà”, on hi anà entre 1921 i 1927 i on va viure de prop, per primera vegada, la mort d'alguns éssers estimats. En primer lloc, la seva mare, que traspassà el mes de maig de 1927, quan ell tenia només catorze anys. Amb la reacció pròpia d'un temperament e motiu, va escriure una petita nota i la va enviar al Diari de Vilanova, on li va ser publicada. El desembre següent va morir de sobte un company d'internat, Ignacio Maria, al pati de l'escola mentre jugaven, i va enviar-hi un article de to poètic. El fet d'haver trobat aquesta acollida tot just a l'adolescència, i d'haver-hi publicat el primer article, li va crear un vincle d'afecte al Diari i a Vilanova, que va mantenir amb emoció tota la vida. Amb el temps, i com ell mateix explicava, la mort de la seva mare seria la raó de la seva entrada al món de la poesia. Aquest sentiment poètic, però, no cristal·litzaria fins a l'any 1944 amb la publicació del poema “Las nubes entreabiertas” a la revista Entregas de poesía, promoguda per Juan Ramón Masoliver.
Acabats els anys d'infància, es traslladà a Barcelona amb la resta de la família per tal de cursar el batxillerat i entrar a la Universitat. Va ser llavors, l'any 1928, que entrà a les aules de l'anomenat Real Colegio de Nuestra Señora de las Escuelas Pias, al carrer Diputació. Només hi va estar un any, però la seva estada aquí deixà una empremta inesborrable en el seu record. Immediatament després ingressà a la Universitat iniciant els seus estudis de Dret entre 1929 i 1934 i va començar els de lletres, que no va poder acabar a causa d'una malaltia. Aquells anys, en els quals alternava les classes universitàries i el treball de professor de francès en algunes escoles privades, van ser uns anys de formació acadèmica, però, sobretot, van ser uns anys d'intensa formació literària. La universitat d'aquell temps era un espai d'intercanvi cultural. Prova d'això és la relació que inicià en aquells anys amb Salvador Espriu (que anys més tard li dedicaria el seu conte titulat Tres sorores) o Bartomeu Rosselló-Pòrcel, entre d'altres, com Guillem Díaz-Plaja, també exalumne de l'escola. Durant aquests anys va descobrir la figura de Pedro Salinas a través del llibre La voz a ti debida, del qual prendrà l'intimisme propi d'aquest poeta de la generació del 27. El 1936 estava preparant-se per ingressar al professorat estatal d'ensenyament mitjà. L'inici de la guerra va interrompre el procés de selecció del qual estava a la meitat, cosa que li impedí seguir la seva voluntat de dedicar-se a l'ensenyament. Després de 1939 no es van reconèixer els resultats. Durant el temps que durà el conflicte treballà a Reus com a professor de francès. Va ser cridat a files, però, degut a una lesió al braç produïda per una caiguda quan era nen, va ser destinat a l'administració: allí es trobà treballant casualment amb els seus amics Salvador Espriu i Joan-Antoni Maragall, tot convertint-se cada jornada en una tertúlia artisticoliterària.
Finalitzada la guerra, anul·lades les oposicions que havia fet abans de la guerra, es veié obligat a exercir d'advocat amb un company dels Escolapis de Barcelona. Aquesta feina, però, li permeté iniciar el seu itinerari poètic, perquè la seva veritable vocació era la literatura, i de forma especial la poesia.
El 1944 va publicar el primer llibre de poesia,Las nubes entreabiertas. Tot just un any després publicà Novia de marzo (1945), dedicat a la pintora Rosario de Velasco, i immediatament després, l'any 1946, Segundo amor perdido, seguint la línia de l'intimisme de Salinas i allunyant-se cada cop més de la mort per apropar-se a l'amor que marcarà gairebé la totalitat de la seva poesia. A partir d'aquí, la seva presència en el món literari barceloní serà constant. El 4 de desembre de 1951, poc després d'haver iniciat una relació epistolar amb el poeta Pedro Salinas, aquest morí i Cruset li dedicà un sentit poema titulat “A Pedro Salinas, en su muerte”. Dos anys després aparegué Sombra elegida (1953), finalista al Premi Ciutat de Barcelona 1952, que guanyà Gerardo Diego, bon amic seu. Seguiren a aquestes obres moltes altres. En prosa cal destacar els reculls de contes El otro dinero (1957) i Hermano ladrón (1959).
Quan ja era un escriptor reconegut, sempre que se li demanava alguna col·laboració per a la premsa local de Vilanova, hi accedia amb gust, recordant amb vehemència la primera acollida que hi havia tingut. Algunes de les obres que publicà foren presentades a Vilanova, on va donar algunes conferències.
Entre 1963 i 1981 col·laborà regularment a La Vanguardia amb articles setmanals. Aquestes col·laboracions (articles d'opinió, semblances biogràfiques i entrevistes il·lustrades per la seva esposa Núria Bordas) foren aplegades en diversos volums: Personajes definitivos (recull de biografies, 1964), Los ojos del corazón (recull d'articles d'opinió, 1966) i Valores de mi tiempo (recull d'entrevistes, 1970). De totes maneres, mai no abandonà la poesia, ja que Cruset, per davant de tot, era poeta. Així, publicà La niebla que ha quedado (1958) i La infinita manera, Premi Ciutat de Barcelona 1960 de poesia castellana.
A partir d'aquest darrer volum no tornarà a publicar cap altre llibre de poesia —tot i que no deixà mai de conrear-la— fins a l'any 1991, amb l'aparició de Poesía anterior, la recopilació de la seva obra poètica completa, a més d'algunes composicions inèdites. Tot i això, durant aquells gairebé trenta anys des de La infinita manera fins Poesía anterior, la seva ment creativa no descansà mai, tot explorant nous camins. Així, s'endinsà en el complex món de l'hagiografia amb el llibre San Juan de Dios, una aventura iluminada, premi Aedos de biografia 1957, que tingué un èxit rotund i fou traduït a tres idiomes diferents. Fou tan gran l'expectació causada que, amb els anys, es rodà una pel·lícula titulada San Juan de Dios: el hombre que supo amar (1978), basada en la seva obra i que tingué com a actor protagonista Timothy Dalton. Però la seva presència en els mitjans no acabà aquí. Durant uns mesos de l'any 1964, a les primeries de la televisió espanyola, ocupà un espai televisiu setmanal sota el títol de Lección de ocio, que no fou la seva darrera experiència televisiva, perquè redactà alguns guions per a serials televisius, gènere que tan sols havia experimentat radiofònicament a Radio Barcelona anys enrere. El 1966, al cap de trenta anys que s'havien interromput els exercicis d'oposició per accedir al professorat, van ser reconeguts els drets dels supervivents, i se'ls va permetre realitzar la prova que faltava. Així, va poder ser professor de francès de batxillerat, que exercí en diversos instituts de Barcelona, entre ells l'Institut Àusias March. Finalment, després d'una brillant carrera literària, morí a Premià de Mar l'any 1998.

## Obra
- Las nubes entreabiertas (1944)[3]
- Novia de marzo (1945)[3][1]
- Segundo amor perdido (1946)[3]
- A Pedro Salinas en su muerte (1951)[3]
- Sombra elegida (1953)[3]
- El otro dinero (1957)
- San Juan de Dios, una aventura il·luminada (1957)[3]
- La niebla que ha quedado (1958)[3]
- Hermano ladrón (1959)
- La infinita manera (1960)[3]
- Personajes definitivos (1964)
- Los ojos del corazón (1966)
- Valores de mi tiempo (1970)[1]
- Poesía anterior (1991)